# Franz Matuschek
Franz Matuschek (St. Pölten, 4 de noviembre de 1874 – Maria Enzersdorf, 25 de mayo de 1935) fue un arquitecto austríaco.

## Biografía
Tras la enseñanza obligatoria, completada en Salzburgo, Matuschek entró a trabajar en el estudio de Carl Gangolf Kayser, arquitecto centrado principalmente en restauraciones y reconstrucciones de castillos. Su estancia en este despacho le proporcionó un exhaustivo conocimiento de todos los estilos arquitectónicos medievales, adquiriendo una buena base profesional. El propio Carl Gangolf Kayser le instó a solicitar la admisión a la clase de arquitectura de Otto Wagner en la Academia de Bellas Artes de Viena. De los doscientos estudiantes que solicitaron el acceso, solo ocho fueron admitidos, entre los que se encontraba Matuschek, quien estudió allí entre 1895 y 1899.
Sus excelentes resultados le proporcionaron la concesión de una beca de estudios, así como también la obtención de varios premios, incluyendo, en el último año, un galardón mediante el que le fue costeado un viaje de seis meses de duración a través de Italia, Francia, Alemania y Suiza. A su vuelta en 1900, empezó a trabajar en el estudio de Otto Wagner.
En 1902 recibió una oferta para ocupar el cargo de director artístico de unas grandes oficinas de arquitectura de Ignác Alpár en Budapest, puesto que aceptó y en el que se mantuvo hasta 1908. Mientras trabajó en dichas oficinas, se encargó de la proyección y ejecución de un elevado número de palacios, villas y edificios de apartamentos en Budapest y otras ciudades de las provincias húngaras, contribuyendo a la arquitectura Art Nouveau de la ciudad de forma anónima, pero a partir de 1908 abandonó Alpár y se estableció como arquitecto independiente, materializando también numerosos proyectos.
En 1913, tras no encontrar un centro escolar de su agrado en el que se impartiesen las clases en alemán para matricular a su hijo, decidió regresar a Viena. En 1915 fue reclutado para servir en el frente durante la Primera Guerra Mundial, y dos años más tarde fue nombrado teniente de artillería pesada del primer regimiento, destinado entonces en Isonzo. Después del conflicto y tras la caída de la monarquía, entró a formar parte de la Asociación Central de Arquitectos Austríacos en 1919 y del Österreichischer Werkbund en 1922, pero de forma simultánea empezaron a producirse cambios en el campo de la arquitectura que afectaban directamente a la profesión. Dichas transformaciones llevaron a que Matuschek se viese atrapado en una telaraña de problemas financieros, llegando, en 1931, a solicitar auxilio de acogida a la Casa de Caridad. Falleció en 1935 en la localidad de Maria Enzersdorf.